# Порати (Сондрио)
Порати је насеље у Италији у округу Сондрио, региону Ломбардија.
Према процени из 2011. у насељу је живело 36 становника. Насеље се налази на надморској висини од 317 м.